# شهیار
پروانه شهیار (نام علمی: Limenitis archippus) از گونه پروانه‌هایی است که در سال ۱۷۷۶ میلادی توصیف علمی شدند. از نورت‌وست تریتوریز تا کرانه شرقی کسکیدز و کوه‌های سیرا نوادا و به سوی جنوب تا مکزیک، زیستگاه این گونه‌است.

## ظاهر
پهنای بال ۵۳ تا ۸۱ میلی‌متر است. رنگ بال آن نارنجی و سیاه با طرح‌های تکه‌تکه است.

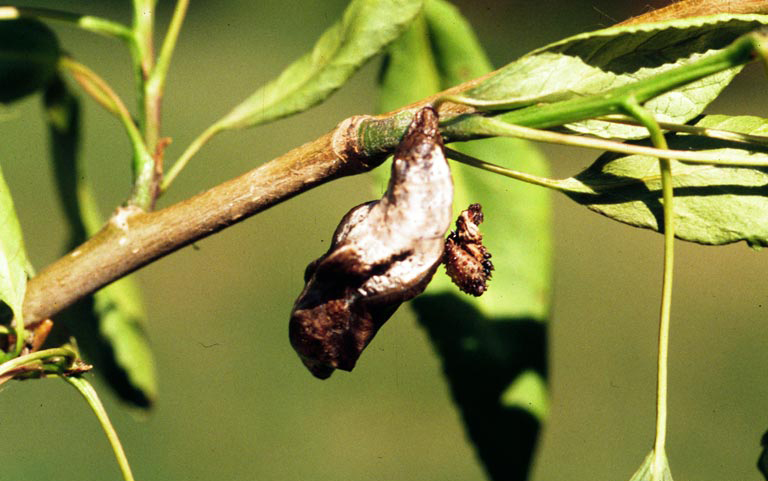
شفیره

## نگارخانه

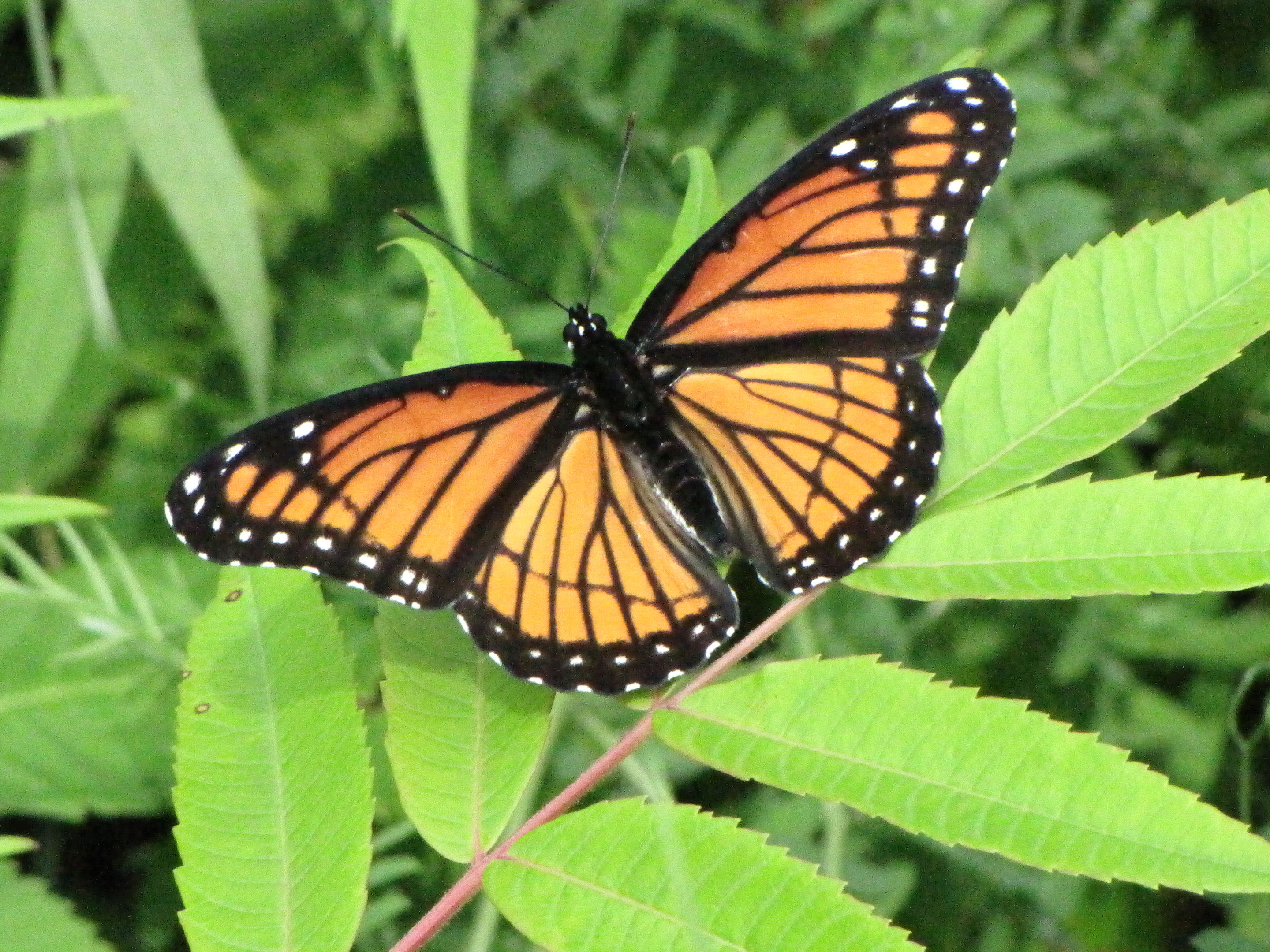
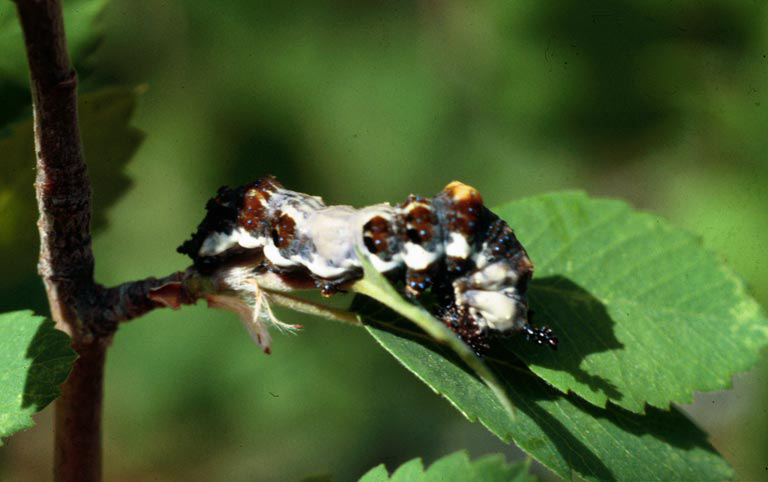